# Talmud
El Talmud és un cos literari d'importància i autoritat màxima pel judaisme rabínic que conté diverses discussions rabíniques de la llei jueva, de l'ètica jueva, tradicions, llegendes i històries. És una font fonamental de la legislació, de les tradicions i de les exhortacions morals. N'existeixen dues compilacions, el Talmud de Babilònia (en hebreu: תלמוד בבלי), (transliterat: Talmud Babli, ca. 400-500), fou compilat per la diàspora jueva de Babilònia, i el Talmud de Jerusalem (ca. 300), va ser redactat a l'escola rabínica de Tiberíades.
| «                                          | El valor numèric del nom YeHOShuA (יהושע, Joshua), més cinc unitats per a cada lletra en el nom, és igual a 396. De la mateixa manera, la paraula MiShNaH (משנה, Llei Oral; literalment, "repetició"), més unitat per a tota la paraula, és igual a 396. Joshua, l'estudiant principal de Moisès, significa el Llibre de Deuteronomi, que de vegades es diu Mishneh Torah, ja que repeteix moltes de les lleis de la Torà. El Llibre de Deuteronomi contínuament exhorta els jueus a enfortir-se en el servei de Déu, no a afluixar les seves devocions. Aquesta és la devoció de Joshua, l'estudiant: inculcar en altres els ensenyaments del seu mestre per motivar-los a servir Déu | » |
| — Nakhman de Breslev, Likutey Halakhot III | |   |

Per al judaisme són importants tant la tradició oral com la tradició escrita. Coneguts com la Llei Escrita, la Torà i el Talmud, tenen el seu origen últim en tradicions orals, redactades i escrites, conformen la tradició escrita del judaisme, si bé diversos conceptes expressats al Talmud d'una manera evident provenen de hagadot i midrashim, és a dir, relats i narracions propis de la tradició oral hebrea. El Talmud estén, discuteix, qüestiona, explica i complementa el Tanaj, però no pot, per definició, contradir la part més important o essència de la mateixa, a la Torà.

## Història
Durant els llargs segles de la diàspora jueva, l'estudi i l'aprenentatge del Talmud van esdevenir els factors més importants de coherència i persistència de la vida jueva arreu del món. D'altra banda, la incomprensió del Talmud, escrit en hebreu i en arameu, per part del món occidental medieval, i les seves al·lusions negatives a Jesús i al cristianisme, van provocar que el llibre fos perseguit i cremat públicament pels cristians (a París en 1242, a Itàlia en 1553). Les seves primeres edicions impreses (segle xvi) van ser censurades per l'Església Catòlica Romana.

## Composició
El Talmud pot complementar i explicar el Tanakh, però no pot contradir-lo. Aquest compendi literari és en gran part una suma de les polèmiques dels rabins experts i famosos en les qüestions de comportament religiós i moral, però alhora també conté una gran part d'aggadà, és a dir, llegenda, tradició o anècdota, que exemplifica la part teòrica.

### Mixnà
La Mixnà (en hebreu: משנה) és la primera compilació integral de les lleis orals jueves i el document religiós més important després de la Santa Bíblia. En realitat té un valor paral·lel al de la Torà (el Pentateuc), ja que aquesta és anomenada Torà escrita, i la Mixnà forma la base de la Torà oral, i ambdues van ésser entregades pel Creador al Poble d'Israel al Mont Sinaí. El Talmud té dos components: la Mixnà, conjunt de tradicions jurídiques del judaisme destinades a interpretar i complementar la Torà, i la Guemarà, un recull de les discussions dels rabins sobre la Mixnà. El Talmud està dividit, com la Mixnà, en sis ordres (Zeraïm, Moed, Naixim, Nezikín, Kodaixim i Tohorot); cada ordre es subdivideix en diferents tractats.

### Guemarà
La Guemarà (en hebreu: גמרא) i la Mixnà juntes formen el Talmud. La Mixnà és la base de la Llei oral, la Guemarà és el comentari de la Mixnà. El mot Guemarà, prové de גמר: (Gamar) que vol dir completar (en hebreu), o estudiar (en arameu). Els rabins de la Mixnà es coneixen com a Tanaim (singular: Tana תנא), els rabins de la Guemarà són anomenats Amoraïm (singular: Amora אמורא).
Els termes Talmud i Guemarà (que en arameu també significa "estudi") s'han fet servir de manera intercanviable: al segle xvi, quan l'Església Catòlica Romana va prohibir el Talmud, els censors van substituir, de manera gairebé sistemàtica, el mot Guemarà pel de Talmud. Expandeix els escrits de la Torà i la llei jueva, i és la base de la major part de la literatura rabínica. El judaisme considera al Talmud part de la seva tradició oral, i el Tanakh, (la Bíblia) com a part de la tradició escrita. Només 37 dels 63 tractats de la Mixnà tenen una explicació talmúdica en la Guemarà, ja que moltes de les mitsvot, ja no es practicaven quan es va redactar el Talmud babilònic, degut a la destrucció del Beit HaMiqdaix, el Temple de Jerusalem.

## Estructura

### I - Zeraïm (llavors)
Aquest ordre tracta principalment de les lleis relatives a l'agricultura i a les benediccions; el seu tractat més llarg és el que tracta de les benediccions. Està format per 11 tractats.
- Berakhot: (benediccions)
- Peà: (cantonada, racó) tracta sobre el fet que no cal segar les espigues de les cantonades dels camps, a fi de deixar algunes espigues per als pobres.
- Demai: (dubte) tractat sobre les precaucions que cal prendre per a assegurar la puresa ritual, entre ells la col·lecta del delme
- Kilayim: (mescles) tractat sobre els encreuaments de llavors prohibits
- Xevit: tractat sobre l'any sabàtic.
- Terumot: (donacions), el tractat analitza dos tipus de donacions: una de les terumà (singular de terumot), generalment un 2 % de la collita, és lliurada al sacerdot cohen, i un delme del 10 % és lliurat al levita.
- Maserot: (delmes), el tractat analitza els tres diferents tipus de Maaser retirats de la producció agrícola.
- Maaser Xeni: (segon delme).
- Halah: (pa), tracta sobre les 24 ofrenes sacerdotals esmentades a la Bíblia hebrea (el Tanakh).
- Orlah: tracta sobre les lleis relatives a qualsevol arbre fruiter, els fruits del qual no poden ser consumits durant els primers tres anys en què l'arbre produeix fruit.
- Bikurim: (primícies) tractat de les ofrenes que cal fer a la primera collita

### II - Moed (festes)
Aquest ordre tracta principalment de les lleis relatives al calendari com el sàbat i les festes. Està format per 12 tractats: 
- Xabbat: les lleis del Sàbat, principalment les trenta nou categories de treballs (melakhot) prohibits per la Torah, així com les prohibicions imposades pels savis (tannaïm) com precaucions suplementàries.
- Eruvin: les lleis del Sàbat relatives als àmbits privats; la distància de 2000 amot al voltant del lloc de residència d'una persona, més enllà del qual no es pot anar el sàbat (te'houm chabbat), i ls mitjans d'augmentar aquesta distància en una direcció.
- Pesahim: les lleis del hamets i de la matsà, el sacrifici de Péssah (Pasqua jueva) i el Seder.
- Xekalim: les lleis sobre la taxa annual d'un mig-shekel que cadascú hauria de pagar, i que servia a finançar les ofrenes comunitàries en ele Temple.
- Yoma: les lleis de Yom Kippur (essencialment el servei del Temple durant aquest dia) i les lleis relatives a quest dia de dejuni.
- Sucà: les lleis de Sucot, com la construcció de la sucà, i l'obligació de viure-hi, les Quatre Espècies, la festa de Simkhat Beit Hashoeva (extracció de l'aigua) que tenia lloc al Temple, i la Hoixanà Rabbà (setè i darrer dia de la festa de Sucot).
- Beitzà: les lleis específiques a l'acompliment de treballs en dies de festa ; aproximació a les nombroses lleis de mouktsé que s'apliquen alhora al sàbat i a les festes.
- Roix ha-Xanà: el procediment que permet determinar la data de la lluna nova, l'ús del xofar i l'ordre dels sons, les pregàries de Roix ha-Xanà.
- Taanit: les pregàries especials afegides a les pregàries quotidianes per demanar la pluja, els dies de dejuni decretats durant els períodes de sequera, de guerra o de perill generalitzat, les lleis de Tixà be-Av.
- Meguilà: les lleis de Purim i de la lectura del Llibre d'Ester (Meguilà Esther), les lleis relatives a la sinagoga i la lectura de la Torah. Tractat en el qual es discuteix l'autenticitat l'alguns textos bíblics comparant els testimonis grecs i hebreus.
- Moed Katan: les lleis de Hol ha-Moed (els Dies de Festes intermèdies), les lleis del dol.
- Haguigà: l'obligació que té cada home jueu adult de presentar-se al Temple amb ocasió de les Tres Festes de Pelegrinatge i l'ofrena específica que cada pelegrí duu en aquesta ocasió.

### III - Naixim (dones)
Aquest ordre tracta principalement de les lleis relatives al matrimoni i de temes relacionats com el divorci o la fidelitat conjugal, però també dels vots i del nazir. Està format per 7 tractats : 
- Yevamot: (cunyades) tractat de les lleis del levirat, o matrimoni amb la vídua del germà.
- Ketubot: (contractes matrimonials) tractat dels contractes de matrimoni i de les regles d'un bon matrimoni.
- Nedarim: (vots) tractat de les lleis dels vots.
- Nazir: (l'abstinent) tractat que evoca la visa dels ascetes i dona regles de santificació, en particular al voltant del nezirat.
- Sotà: (la perversa) tractat sobre la dona sospitosa d'infidelitat.
- Guitín: (certificats de divorci) tractat sobre les lleis del divorci.
- Kiduixín: (consagració nupcial) tractat sobre les lleis del matrimoni i adquisicions durant el matrimoni.

### IV - Nezikín (danys)
Aquest ordre tracta principalment de les lleis relatives al dret civil i al dret penal, a la idolatria, l'ètica i la moral. Està format per 10 tractats: 
- Bava Kama: (primera porta) tracta dels danys corporals i materials, i de la seva reparació
- Bava Metzià: (porta intermèdia) tractat de les lleis sobre els objectes perduts, els préstecs, els salaris
- Bava Batra: (darrera porta) tractat sobre les associacions, vendes, herències
- Sanedrí: tractat sobre els tribunals i el seu funcionament, i sobre els crims capitals
- Makot: (càstigs corporals)
- Xevuot: (juraments)
- Eduyot: (testimonis) extractes de discussions i controvèrsies extretes de la Mishna
- Avodà Zarà: (cultes estrangers) tractat sobre la idolatria.
- Pirqé Avot: ("tractat dels pares") és una recopilació d'ensenyaments ètics i màximes dels rabins.
- Horayot: (decisió legal) tractat sobre les conseqüències de decisions errònies del Sanedrí

### V - Kodaixim (objectes sagrats, sants)
Aquest ordre tracta principalment sobre les lleis relatives als escorxaments rituals (shehitah), als sacrificis i al Temple. Està format per 11 tractats: 
- Zevahim: sacrificis.
- Menahot: ofrenes.
- Hulín: coses profanes, quotidianes.
- Behorot: primogènits.
- Arakhin: avaluació de persones i ofrenes.
- Temurà: substitució - canvi d'animals destinats al Temple.
- Keritot: faltes castigades per la separació (mort sobtada).
- Meilà: ús sacríleg de les propietats del Temple.
- Tamid: ofrenes permanents.
- Midot: dimensions del segon Temple.
- Kinim: ofrenes d'aus que calia dur al Temple.

### VI - Tohorot (pureses)
Aquest ordre tracta principalment de les lleis relatives a la puresa i a l'impuresa rituals. Està format per tractats molt curts, dels quals el principal és el tractat de Nidà. Està format per 12 tractats.
- Keilim: (ustensilis) tractat de la puresa rutual dels objectes.
- Oholot: (tendes) tracta sobre la impuresa ritual dels cadàvers, i sobre la peculiaritat que tenen que fa que tots els objectes situats dins de la mateixa estructura (per exemple: una tenda de campanya) també siguin considerats impurs.
- Negaim: (ferides) tracta sobre la impuresa d'una malaltia semblant a la lepra.
- Parà: (vaques) tracta sobre la vaca vermella (en hebreu פָרָה אֲדֻמָּהtransliterat; para adumma), les cendres de la qual s'utilitzaven en el ritual de purificació
- Tohorot: (pureses) tracta sobre les diferents lleis relatives a la puresa, especialment la manera d'adquirir la impuresa, i sobre les lleis relatives a la puresa del menjar.
- Mikvaot: (bany ritual) tracta sobre les lleis de la micvé, el bany ritual jueu.
- Nidà: (període d'aïllament) tracta de les regles d'impuresa relacionades amb la menstruació, l'embaràs, o la sexualitat.
- Makhxirin: tracta sobre els líquids susceptibles de causar impuresa.
- Zavim: tracta sobre les lleis referents als homes que han ejaculat.
- Tevul Yom: tracta sobre un tipus especial d'impuresa que te lloc quan una persona s'ha summergit en una micvé (un bany ritual) però encara és impura ritualment durant la resta del dia. El tractat te quatre capítols.
- Yadayim: (en català: 'mans') tracta sobre un estat d'impuresa ritual que està relacionat amb la neteja de les mans.
- Uktzim: tracta de la impuresa relacionada amb les pellofes i els tronxos dels vegetals.

## Rabins i talmudistes en la pintura de Schleicher
Carl Schleicher va ser un pintor austríac vuitcentista, que va viure entre 1825 i 1903. Va desenvolupar obra plàstica d'estil costumista, generalment a Viena i cap a 1860-1870. Part del seu treball està íntimament relacionat amb o fins i tot pertany a l'art asquenazita. L'intercanvi d'idees i interpretacions entre els rabins talmudistes va ser un tema al qual li va dedicar una considerable quantitat de quadres a l'oli. Carregades de material anecdòtic, tals pintures constitueixen un valuós registre dels usos i costums dels jueus asquenazites a Europa, la cultura i el patrimoni dels quals són coneguts com el Yiddishkayt.

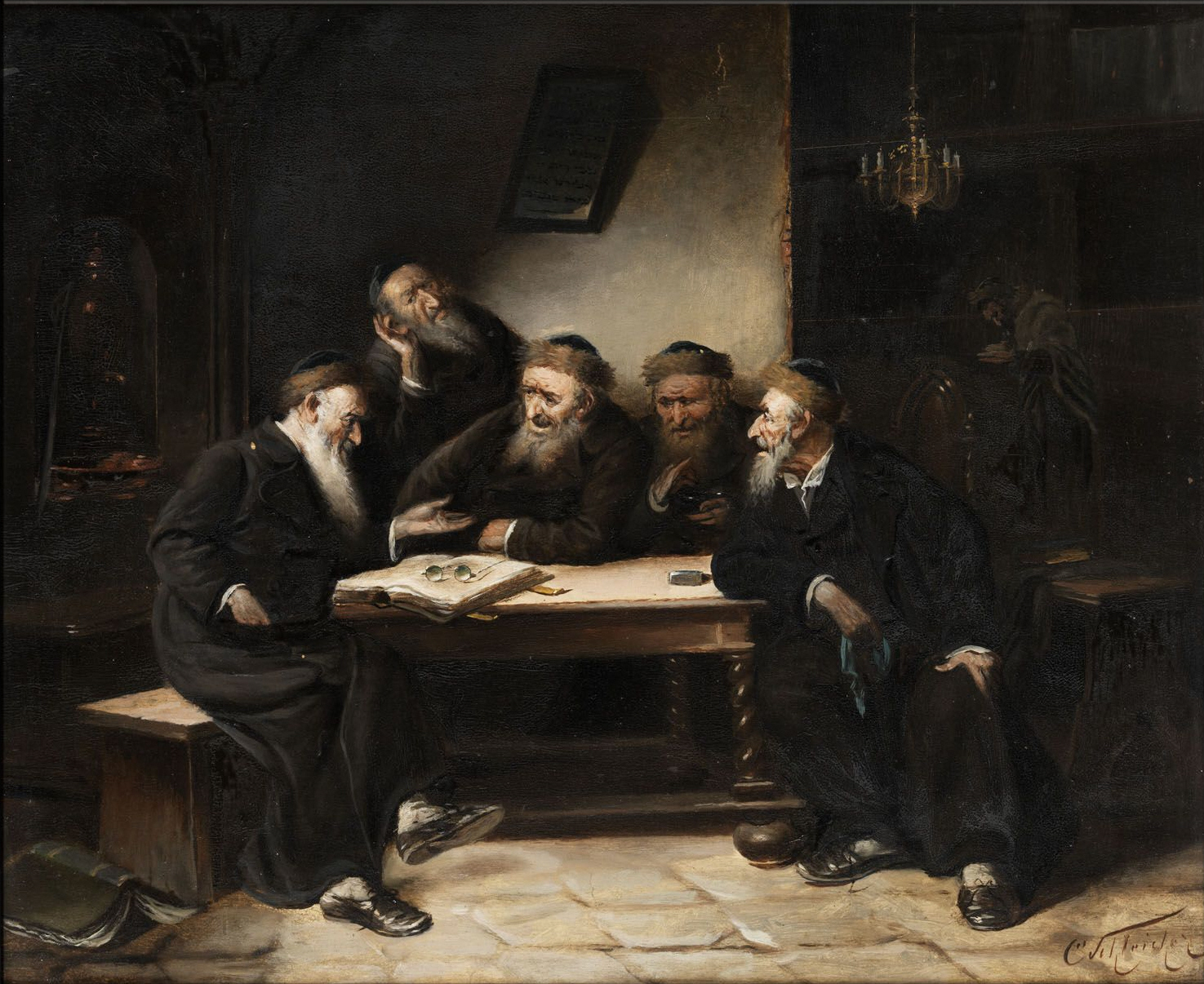
Escena jueva II és una pintura que mostra els talmudistes conversant sobre el sentit d'un passatge talmúdic.
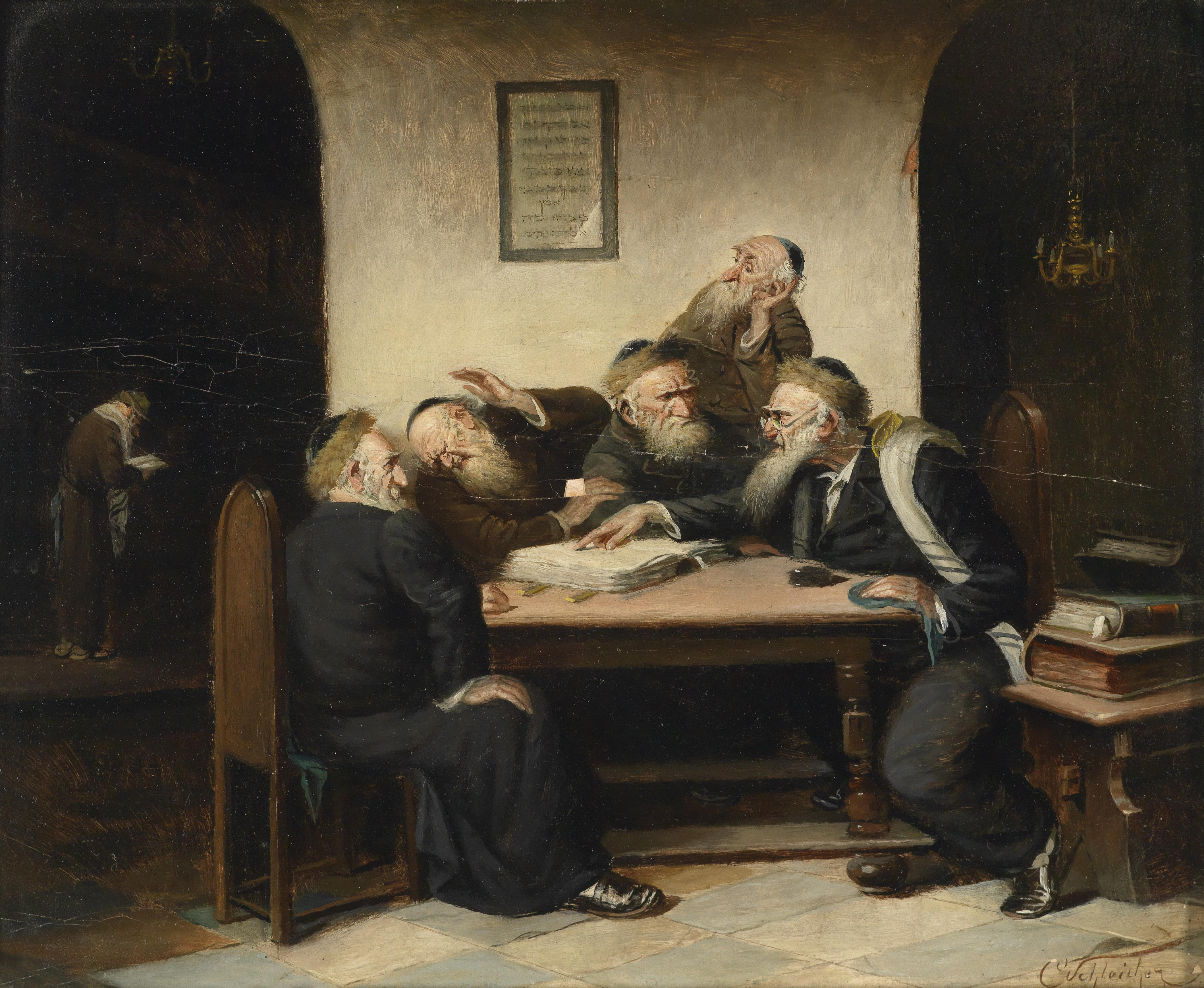
Tràgicòmic és l'efecte que produeix Una controvèrsia qualsevol a partir del Talmud, on Schleicher ha retratat les diferents actituds dels talmudistes: convicció i assertivitat, oposició i rebuig, atenció i sorpresa.
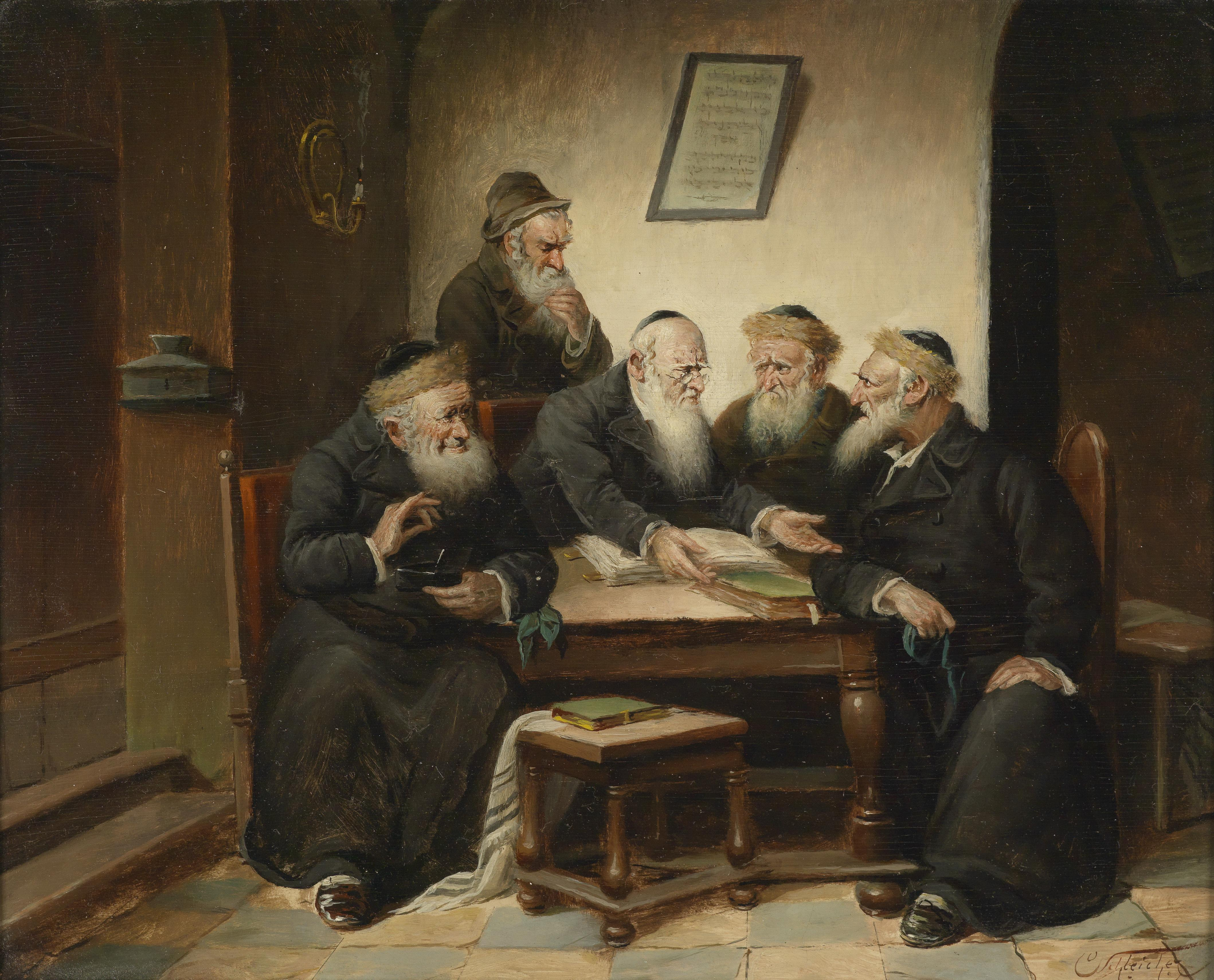
En això del rabí és una obra que tracta la seriosa explicació donada per un líder asquenazí sobre el Talmud.
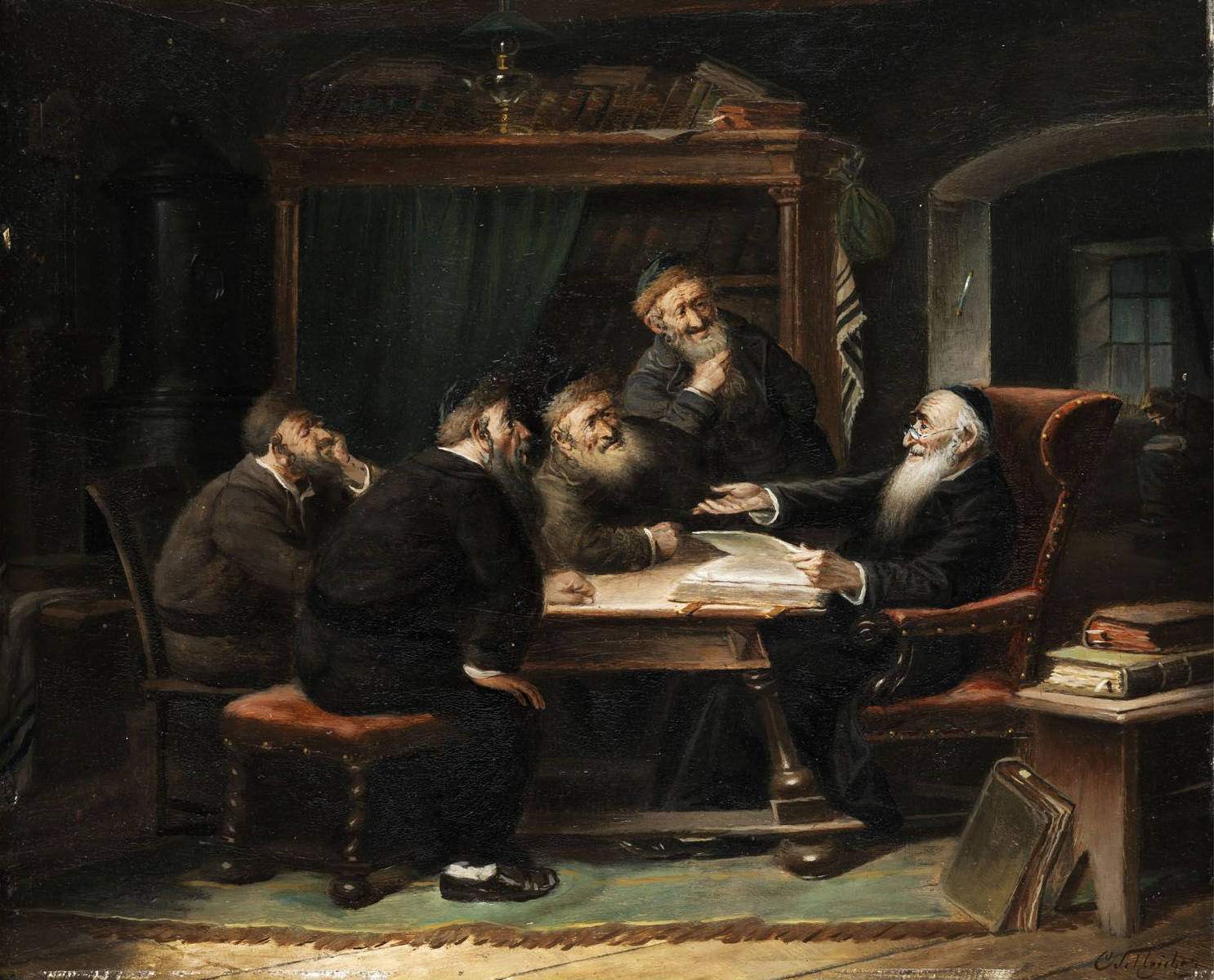
A Escena jueva I, Schleicher presenta un ancià rabí donant la seva interpretació de determinat assumpte a través d'una hagadà provinent del Talmud.

## El Talmud i el seu estudi a l'art jueu
A l'art jueu el tema en qüestió es manifesta en la pintura a l'oli, el dibuix, el gravat i l'escultura.

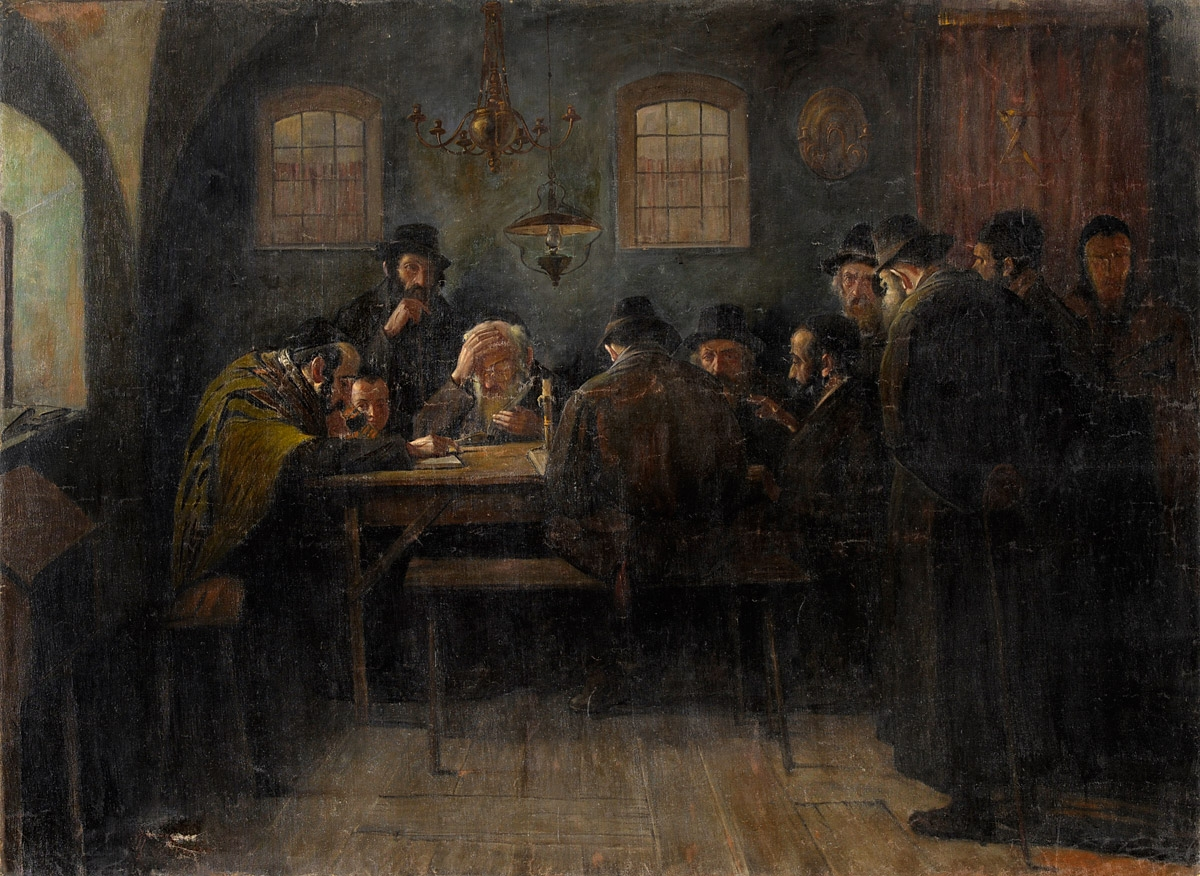
Estudiant el Talmud, París, c. 1880-1905.
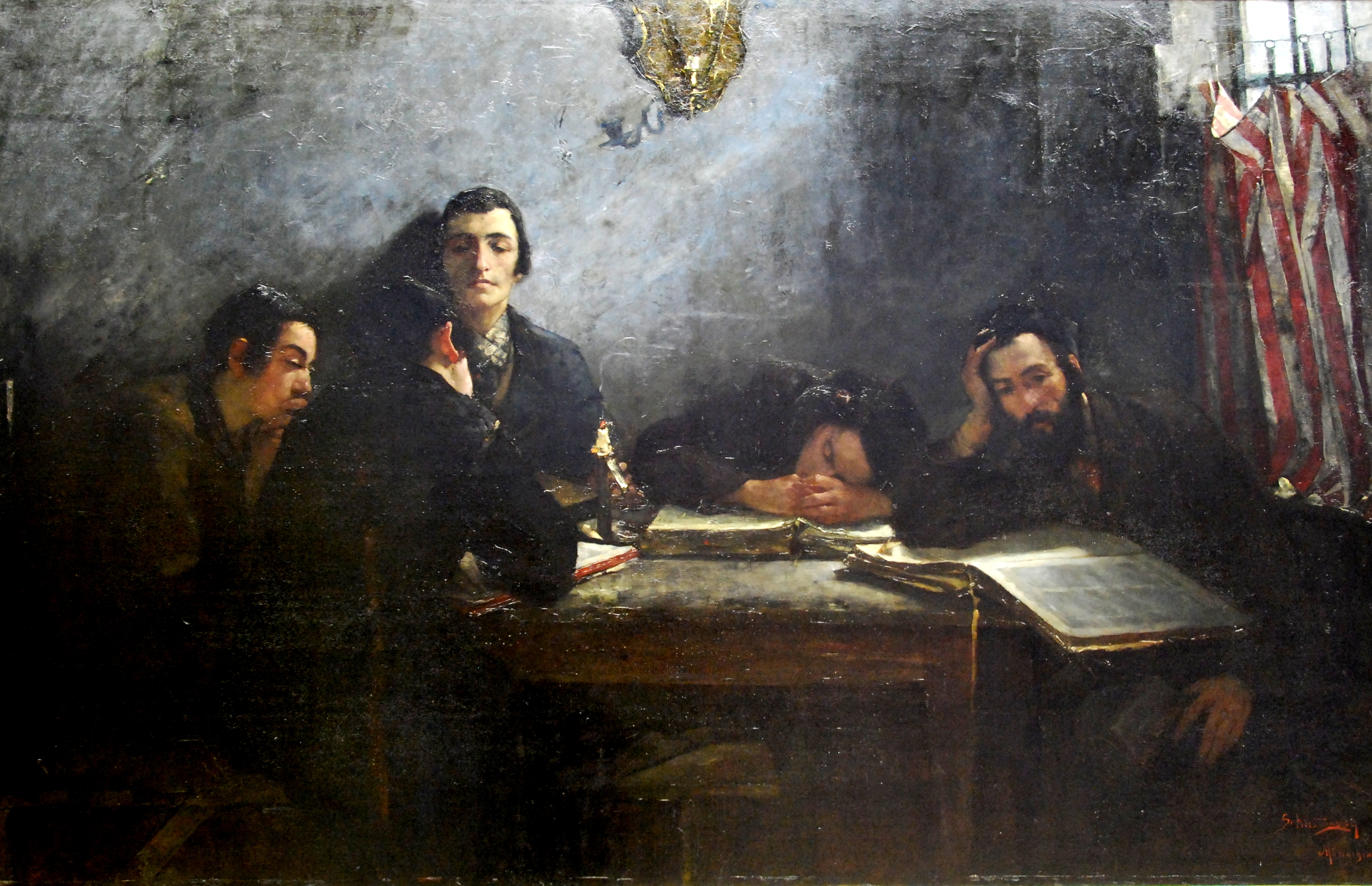
Samuel Hirszenberg, Escola talmúdica, c. 1895-1908. Yeshivá és el terme hebreu emprat per referir-se a l'escola talmúdica.
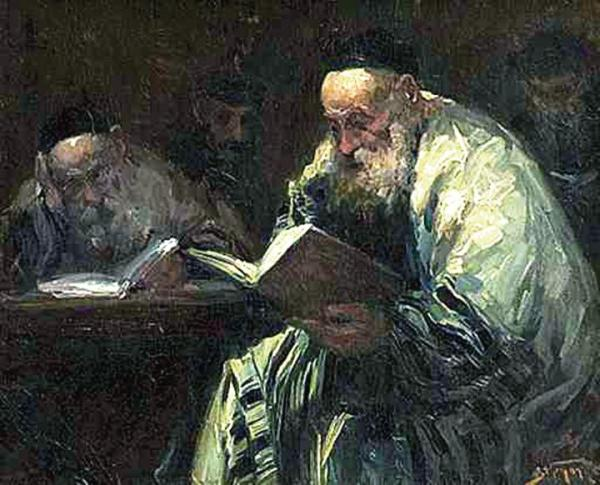
Adolf Behrman, Talmudistas, c. 1910-1915.
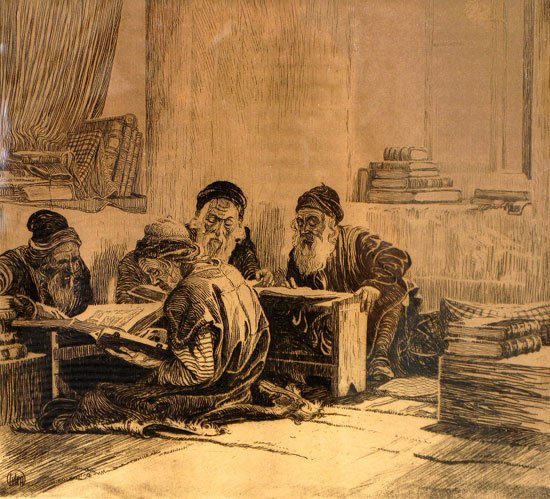
Ephraim Moses Lilien, Els estudiants del Talmud, gravat, 1915.
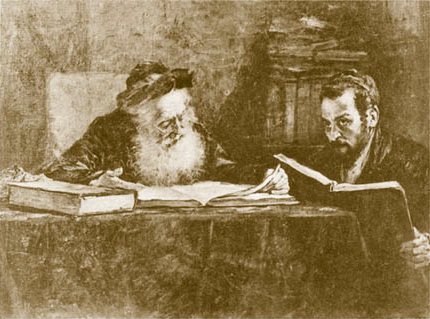
Maurycy Trębacz, La disputa, c. 1920-1940.
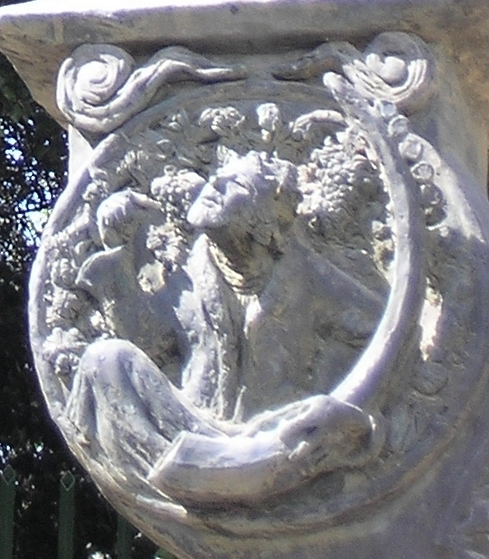
Hagadot de Salomón, relleu de bronze en la Menorá de la Kneset, per Benno Elkan, 1956.
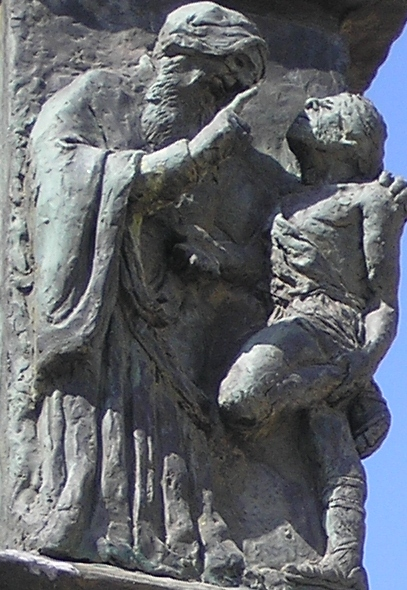
L'ensenyament de Hilel.[8] Relleu, Menorà de la Kneset
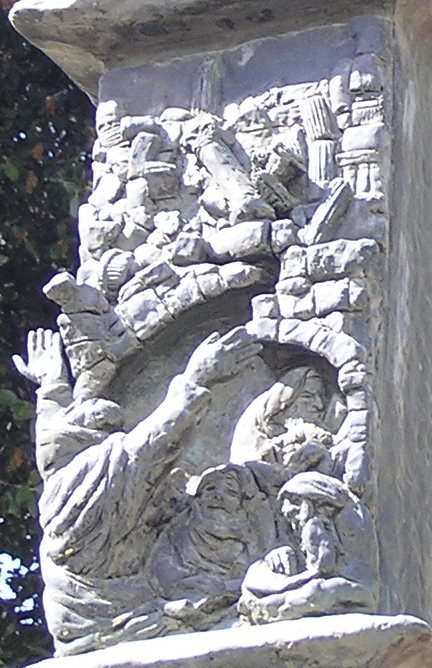
Misticisme hebreu: Johanan ben Zakai. Relleu, Menorà de la Kneset.